# Rolhockey Club Residentie
Il Rolhockey Club Residentie è un club di hockey su pista avente sede a L'Aia nei Paesi Bassi.

## Palmarès

### Titoli nazionali
- Campionato olandese: 14

1948, 1949, 1950, 1952, 1953, 1954, 1959, 1965, 1966, 1967
1968, 1969, 1976, 1985